# Moderata kvinnors rösträttsförening
Moderata kvinnors rösträttsförening eller MKR, var en svensk politisk (moderat) kvinnoförening som arbetade för införandet av rösträtt för kvinnor, aktiv mellan 1917 och 1921.  
Den bildades som en utbrytargrupp ur Landsföreningen för kvinnans politiska rösträtt (FKPR) 1917 och upplöstes efter rösträttens införande 1921.  Det var den enda svenska föreningen förutom Landsföreningen för kvinnans allmänna rösträtt som uteslutande arbetade för rösträttsfrågan. MKR var en del av Sveriges Moderata Kvinnoförbund, SMKF, som i sin tur ännu inte var en del av det Moderata partiet vid denna tid utan fristående. 
De moderata kvinnornas uppfattning om kvinnlig rösträtt skilde sig från FKPR:s; de ville införa rösträtten stegvis, genom en initialt högre rösträttsålder som skulle sänkas för varje valperiod, och motsatte sig vad de såg som en radikal och vänsterinfluerad utveckling inom FKPR.  Inom det moderata partiet möttes kvinnlig rösträtt av starkt motstånd, och de moderata kvinnorna ville därför tydligt föra fram sitt stöd för kvinnlig rösträtt, något som blev mer uppenbart än då de var aktiva inom FKPR, där deras identitet som moderater blev osynlig. 
Lizinka Dyrssen fungerade som ordförande för MKR och Stina Quint som dess vice ordförande. Bland dess medlemmar fanns Ebba von Eckerman (ordförande för dess Stockholms-avdelning), Louise Montgomery, Cecilia Milow och Lilly Hellström. 